# Joe Emerson Bizera
Joe Emerson Bizera Bastos (Departamento de Artigas, 17 de mayo de 1980) es un exfutbolista uruguayo que jugaba como defensa central.

## Selección uruguaya
Participó en 23 partidos con la selección uruguaya entre los años 2001 y 2004, marcando un gol. Estuvo presente en las Copas América de 2001 y 2004, y también formó parte del plantel que disputó el Mundial de Corea y Japón 2002.

### Participaciones enCopa América
| Copa              | Sede     | Resultado    | Partidos | Goles |
| ----------------- | -------- | ------------ | -------- | ----- |
| Copa América 2001 | Colombia | Cuarto lugar | 5        | 1     |

## Clubes
| Club                      | País     | Año       | PJ  | Goles |
| ------------------------- | -------- | --------- | --- | ----- |
| Peñarol                   | Uruguay  | 1999-2005 | 152 | 13    |
| Cagliari                  | Italia   | 2005-2008 | 40  | 0     |
| Maccabi Tel Aviv (cesión) | Israel   | 2008      | 16  | 2     |
| PAOK Salónica             | Grecia   | 2008-2010 | 19  | 0     |
| Albacete                  | España   | 2010      | 7   | 0     |
| Maccabi Petah-Tikvah      | Israel   | 2010-2011 | 30  | 1     |
| Bella Vista               | Uruguay  | 2011-2012 | 2   | 0     |
| Libertad                  | Paraguay | 2012-2013 | 30  | 1     |
| Atlante                   | México   | 2013      | 13  | 1     |
| Peñarol                   | Uruguay  | 2013-2015 | 21  | 0     |
| Villa Teresa              | Uruguay  | 2016      | 5   | 0     |
| Liverpool                 | Uruguay  | 2016-2017 | 8   | 0     |
| Total                     | Total    | Total     | 343 | 18    |

## Palmarés

### Torneo nacionales
| Título              | Club     | País     | Año  |
| ------------------- | -------- | -------- | ---- |
| Campeonato Uruguayo | Peñarol  | Uruguay  | 1999 |
| Campeonato Uruguayo | Peñarol  | Uruguay  | 2003 |
| Torneo Clausura     | Libertad | Paraguay | 2012 |

### Torneos cortos
| Título          | Club    | País    | Año  |
| --------------- | ------- | ------- | ---- |
| Torneo Clausura | Peñarol | Uruguay | 1999 |
| Torneo Clausura | Peñarol | Uruguay | 2003 |

Otros logros:
- Subcampeón del Superliga de Grecia 2008-09 con PAOK Salónica.
- Subcampeón de la Copa México Clausura 2013 con Atlante.
- Subcampeón del Campeonato Uruguayo 2014-15 con Peñarol.